# Little Totham
 (avril 2023).
Pour l’article homonyme, voir Great Totham.
Little Totham est un village et une paroisse civile de l'Essex, en Angleterre.